# Ple municipal
Un ple municipal o consell municipal és la reunió mensual dels regidors d'un ajuntament per a prendre decisions referents al seu municipi.
Cada grup municipal, en representació d'un partit polític en concret, hi exposa una sèrie de mocions a discutir per tots els aplegats. Al final de la deliberació, les propostes són votades. Els diferents grups municipals poden votar-hi a favor, en contra o abstenir-se'n.
L'audiència pública, en què la ciutadania pot comunicar la seva perspectiva directament als seus representants, precedeix el ple municipal.